# جون آشكروفت
جون دايفد آشكراوفت (بالإنجليزية: John David Ashcroft) (المولود يوم 9 مايو 1962) هو محام وسياسي أمريكي شغل منصب النائب العام التاسع والسبعين للولايات المتحدة الأمريكية (2001-2005) تحت رئاسة جورج بوش. قام لاحقًا بأسيس مجموعة آشكروفت (The Ashcroft Group) في واشنطن العاصمة، وهي شركة ضغط في واشنطن العاصمة.
شغل أشكروفت منصب النائب العام لولاية ميزوري (1976-1985)، ثم الحاكم الخمسين لولاية ميزوري (1985-1993)، حيث انتخب لفترتين متتاليتين (الأولى في تاريخ الحزب الجمهوري في الولاية)، كما كان سيناتورا في مجلس الشيوخ الأمريكي عن الولاية (1995-2001). وقد كتب العديد من الكتب حول القضايا السياسية والأخلاقية.
ابنه، جاي أشكروفت، هو سياسي أيضا. يشغل جاي حاليا منصب وزير الخارجية في حكومة ولاية ميزوري.

## روابط خارجية
- جون آشكروفت على موقع IMDb (الإنجليزية)
- جون آشكروفت على موقع الموسوعة البريطانية (الإنجليزية)
- جون آشكروفت على موقع مونزينجر (الألمانية)
- جون آشكروفت على موقع ميوزك برينز (الإنجليزية)
- جون آشكروفت على موقع إن إن دي بي (الإنجليزية)
- جون آشكروفت على موقع قاعدة بيانات الفيلم (الإنجليزية)